# آرسنی یاتسنیوک
آرسنی پتروویچ یاتسنیوک (به اوکراینی: Арсеній Петрович Яценюк)زاده ۲۲ ماه مه ۱۹۷۴ حقوقدان و سیاستمدار اُوکراین که بعد از انقلاب میدان اروپا در کی‌یف و عزل ویکتور یانوکوویچ او به عنوان نخست وزیر اوکراین انتخاب گردید. او از سال ۲۰۰۵ الی ۲۰۰۸ عهده‌دار مشاغل وزیر اقتصاد، وزیر امور خارجه و رئیس مجلس ملی بود.

## شرح حال
یاتسنیوک در ۲۲ می ۱۹۷۴ در شهر چرنیوتسی اوکراین به دنیا آمد، پدر و مادر او هردو استاد دانشگاه ملی چرنیوتسی بودند. او در سال ۱۹۹۲ تحصیل در رشته حقوق را در همان دانشگاه شروع و در سال ۱۹۹۶ به اتمام رساند سپس وارد دانشکده ملی اقتصاد کی‌یف شد و در سال ۲۰۰۱ فارغ‌التحصیل گردید.

## مشاغل
از همان دوران دانشجویی وارد فعالیت‌های سیاسی گردید. در سال ۱۹۹۷ دفتر وکالت تاُسیس نمود. زمان‌بندی مشاغل وی به شرح زیر است:
- ۲۰۰۱ تا ۲۰۰۳ وزیر اقتصاد کریمه.
- ۲۰۰۳ تا ۲۰۰۵ معاون بانک ملی اوکراین.
- ۲۰۰۵ تا ۲۰۰۶ معاون استانداری اودسا
- ۲۰۰۶ نماینده رئیس‌جمهور در کابینه دولت.
- ۲۰۰۷ وزیر امور خارجه.
- ۲۰۰۷ رئیس پارلمان اوکراین.
- ۲۰۱۴ نخست وزیر موقت.

## نمایندگی مجلس
در سال ۲۰۰۷ از طرف حزب میهن اوکراین به مجلس راه یافت و سپس به ریاست مجلس انتخاب گردید ولی در مناقشه سیاسی که در سال ۲۰۰۸ بین نخست وزیر یولیا تیموشنکو که ریاست حزب میهن را عهده‌دار بود و رئیس‌جمهور وقت ویکتور یوشچنکو پیش آمد به عنوان اعتراض از مجلس استعفا داد. اخراج او از مجلس و ناکامی او در انتخابات او را برای تشکیل حزب «جبهه تغیر» مصمم کرد.
در سال ۲۰۱۲ حزبی که وی تشکیل داده بود با حزب میهن ادغام گردید و در انتخابات مجلس با دیگر احزاب ائتلاف نموده و توانستند ۱۰۱ کرسی مجلس را بدست آورند در این زمان تیموشنکو در زندان بود. او در مجلس اعلام کرد که روسیه در پی تشکیل دیواری بین اوکراین و اتحادیه اروپا است.

## انقلاب ۲۰۱۴

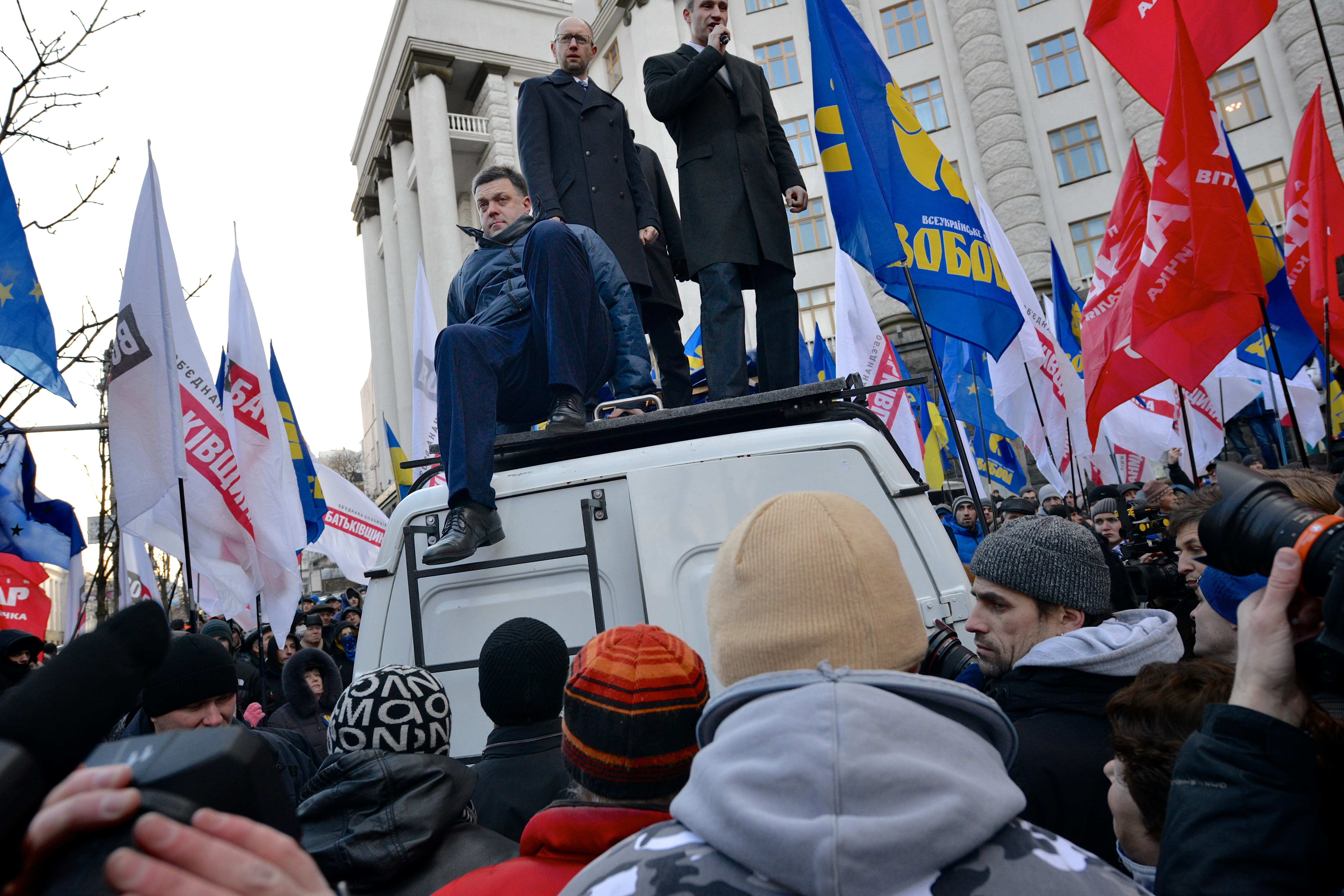
رهبری تظاهرات نوامبر ۲۰۱۳ یاتسنیوک بهمراه ویتالی کلیچکو

هرچند سوابق انقلاب ۲۰۱۴ بی ارتباط با انقلاب نارنجی سال ۲۰۰۴ نمی‌باشد، ولی شروع آن با اعلام نظر یانوکوویچ در نوامبر ۲۰۱۳ مبنی بر عدم اجرای توافق نامه اتحاد اوکراین با اتحادیه اروپا بر می‌گردد. این خیزش مردمی در میدان استقلال یا میدان اروپا کی‌یف در فوریه ۲۰۱۴ به اوج خود رسید و با عزل و فرار یانوکوویچ به روسیه پیروز گردید. یاتسنیوک که در جریان انقلاب بسیار فعال بود از طرف مجلس به نخست وزیری موقت انتخاب شد.